# Korallvirágformák
A korallvirágformák (Kalanchoideae) a kőtörőfű-virágúak (Saxifragales) rendjébe, ezen belül a varjúhájfélék (Crassulaceae) családjába tartozó alcsalád.

## Rendszerezés
Az alcsaládba az alábbi 4 nemzetség tartozik:
- májlevél (Adromischus) Lem.
- köldökfű (Cotyledon) L.
- korallvirág (Kalanchoe) Adans. - típusnemzetség
- Tylecodon Toelken